# Escut de Nicaragua
L'escut de Nicaragua fou aprovat oficialment pel Decret Legislatiu del 5 de setembre de 1908, durant el mandat del president José Santos Zelaya López.
El camper és un triangle equilàter carregat de cinc volcans banyats per dos mars, en al·lusió als cinc estats membres de les Províncies Unides de l'Amèrica Central, vora el litoral del Pacífic i el Carib. Els volcans estan sobremuntats d'un arc de Sant Martí, sota el qual figura un barret frigi radiant de llum. Tot al voltant, una filiera d'or.
El triangle s'inscriu en un cercle format per una inscripció en lletres majúscules d'or on es llegeix en espanyol, a la part superior, el nom oficial de l'estat: REPÚBLICA DE NICARAGUA, i a la part inferior: AMÉRICA CENTRAL.
El triangle representa la igualtat i la rectitud de la Pàtria nicaragüenca, els volcans són la unitat i la fraternitat de les cinc repúbliques centreamericanes, el barret frigi és símbol de llibertat i l'arc de Sant Martí, símbol de pau.
És molt similar a l'escut d'El Salvador, ja que tots dos es basen en l'anterior de les Províncies Unides de l'Amèrica Central.